# Steve Kagen

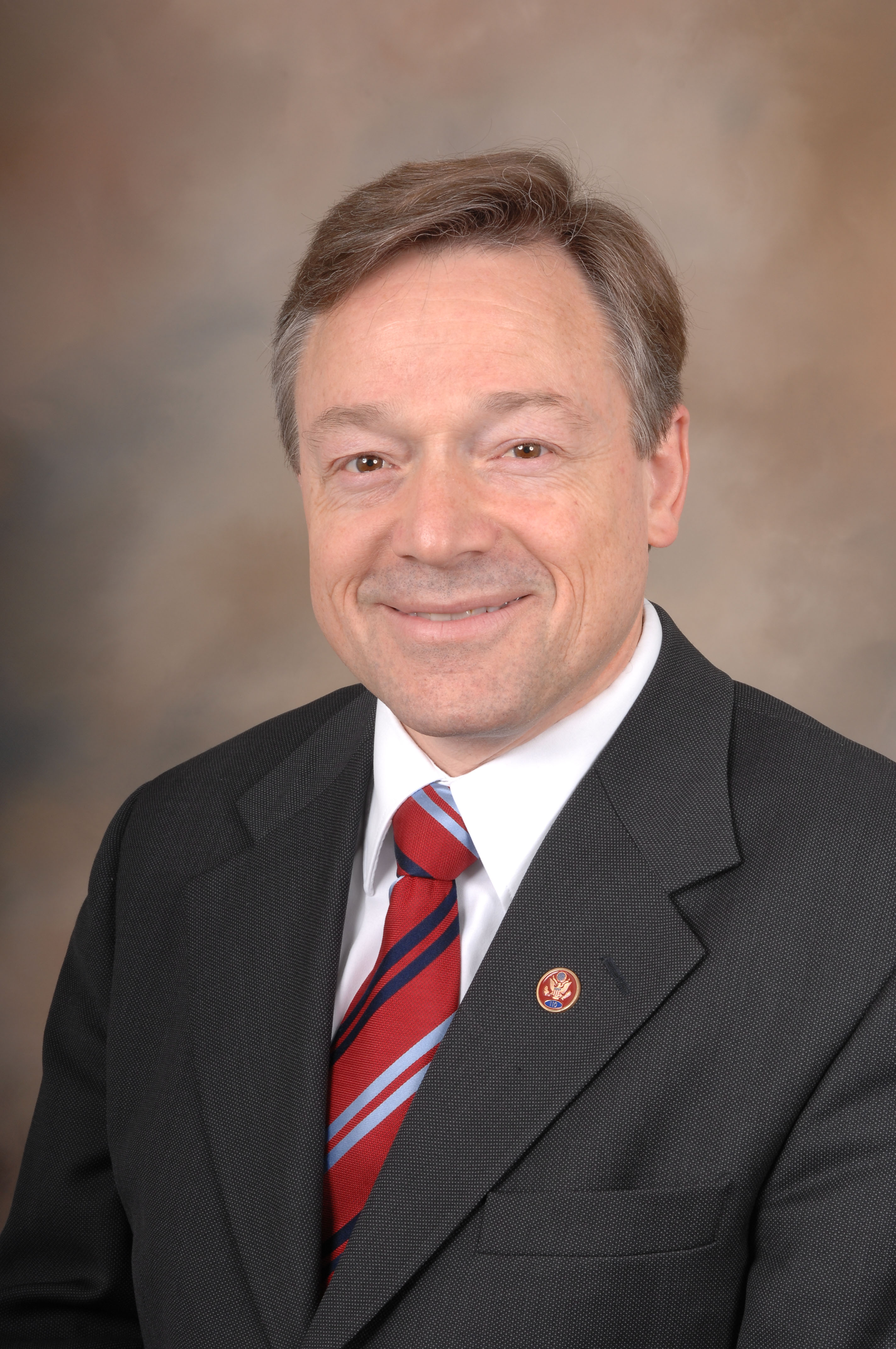
Steve Kagen

Steven Leslie „Steve“ Kagen (* 12. Dezember 1949 in Appleton, Wisconsin) ist ein US-amerikanischer Politiker. Zwischen 2007 und 2011 vertrat er den Bundesstaat Wisconsin im US-Repräsentantenhaus.

## Werdegang
Steve Kagen besuchte zunächst die Appleton East High School und studierte danach an der University of Wisconsin–Madison. Nach einem anschließenden Medizinstudium an derselben Universität und seiner im Jahr 1976 erfolgten Zulassung als Arzt begann er in seinem neuen Beruf zu arbeiten. Er spezialisierte sich auf Allergien und wurde der Gründer von vier Allergiekliniken in Appleton, Green Bay, Fond du Lac und Oshkosh. Dabei gelangen ihm in der medizinischen Forschung einige neue Erkenntnisse in den Bereichen Allergien und Asthma. Sieben Jahre lang fungierte er auch als alleiniger Allergieberater des Fernsehsenders CNN. Kagen war zwischenzeitlich auch Professor am Medical College of Wisconsin in Milwaukee.
Politisch schloss sich Kagen der Demokratischen Partei an. Bei den Kongresswahlen des Jahres 2006 wurde er im achten Wahlbezirk von Wisconsin in das US-Repräsentantenhaus in Washington, D.C. gewählt, wo er am 3. Januar 2007 die Nachfolge des Republikaners Mark Andrew Green antrat. Nach einer Wiederwahl im Jahr 2008 konnte er sein Mandat im Kongress bis zum 3. Januar 2011 ausüben. Dort war er Mitglied im Landwirtschaftsausschuss und im Ausschuss für Verkehr und Infrastruktur sowie in fünf Unterausschüssen. Bei den Wahlen des Jahres 2010 unterlag er dem Republikaner Reid Ribble. Das Wahlergebnis lag im Bundestrend zu Gunsten der Republikanischen Partei.
Steve Kagen ist mit Gayle Kagen verheiratet. Privat lebt das Paar in Appleton.